# داني ماغيري
داني ماغيري (بالإنجليزية: Danny Maguire)‏ (9 سبتمبر 1989 في المملكة المتحدة - ) هو لاعب كرة قدم بريطاني في مركز الوسط. لعب مع كوينز بارك رينجرز ويوفل تاون وإيه أف سي ويمبلدون.

## وصلات خارجية
- داني ماغيري على موقع قاعدة بيانات كرة القدم.إي يو (الإنجليزية)
- داني ماغيري على موقع Soccerbase.com (لاعب) (الإنجليزية)